# Ratibor I. Pomorjanski
Ratibor ali Racibor iz pomorjanske hiše Greifenov je bil vojvoda Pomorjanskega in s poroko s Pribislavo začetnik Ratiboridov, stranske veje Greifenov, * okoli 1124, † 1156.

## Življenje
Sprva je morda vladal deželi Slupsk-Slavno in od leta 1136 do 1156 v vojvodini mladoletnih sinov brata Vartislava I., ki so ga ubili pogani.
Leta 1135 je vdrl  norveško mesto  Kungahälla (zdaj Kungälv na Švedskem).
Med vendskim križarskim pohodom leta 1146 je skupaj v volinskim škofom Adalbertom  uspel prekiniti obleganje Szczecina.
Leta 1153 sta Ratibor in Adalbert ustanovila opatijo Stolpe na reki Peehe pri Gützkowu.

## Družina
S Pribislavo Jaroslavno, kneginjo Volinije, je imel najmanj štitri otroke:
- Svantepolka (ali Svantopolka), ki je nasledil očeta v Slupsk-Slavnem,
- Margareto, poročeno z Bernhardom I. Ratzeburškim,
- Bogislava (ali Vartislava) in
- Dobroslavo.